# Jan Przanowski (poseł)
Jan Przanowski (ur. 8 marca 1873 w Słupcy, zm. 28 listopada 1941 w Warszawie) – polski prawnik, adwokat, poseł na Sejm III kadencji w II RP z ramienia Stronnictwa Narodowego.

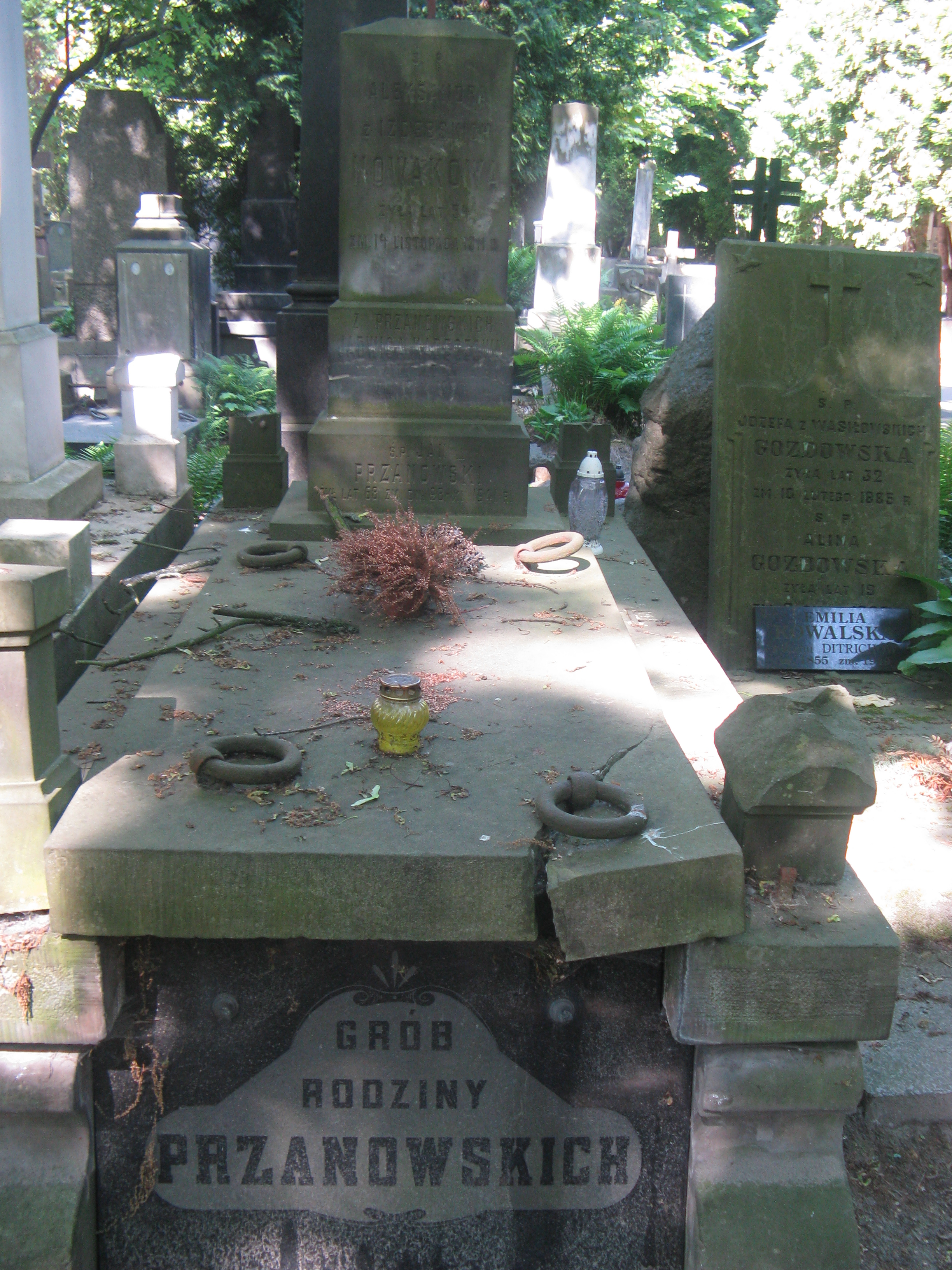
Grób Jana Przanowskiego na cmentarzu Powązkowskim

## Życiorys[1]
W 1891 ukończył Gimnazjum Męskie w Kaliszu, a w 1895 studia na Wydziale Prawa Uniwersytetu Warszawskiego. W 1897 był pomocnikiem adwokata przysięgłego. Od 1898 obrońca sądowy w Sądzie Handlowym i w Sądzie Pokoju w Warszawie. W 1900 został mianowany adwokatem przysięgłym, prowadził kancelarię w Warszawie, przy ul. Senatorskiej 26. W tym samym roku wraz z adwokatem Władysławem Chrzanowskim, utworzył nielegalną organizację Koło Młodych Prawników (od 1906 działającą pod nazwą Koło Prawników Polskich). Wchodził w skład Zarządu, pełnił funkcję zastępcy sekretarza i skarbnika, a następnie był wiceprezesem organizacji. Ponadto działał w Towarzystwie Opieki nad Więźniami „Patronat”, był także bibliotekarzem Resursy Obywatelskiej w Warszawie. W 1911 nabył majątek ziemski Walewice (koło Góry Kalwarii) i poświęcił się rolnictwu. Sprzedawszy Walewice, przeniósł się do Imielenka w ówczesnym powiecie gnieźnieńskim. Prawdopodobnie w 1918 zamknął swą warszawską kancelarię adwokacką.
Pomimo tego, że był człowiekiem niewierzącym, związał się z Narodową Demokracją. W latach 1930–1935 sprawował mandat posła na Sejm RP III kadencji z okręgu wyborczego nr 33 (powiat gnieźnieński). W Sejmie należał do opozycyjnego wobec sanacji – Klubu Narodowego. Podczas posiedzeń plenarnych zabierał głos kilkakrotnie, zwłaszcza w sprawach rolnictwa. W latach 30 pracował w kancelarii Massalskiego w Warszawie.
Podczas okupacji niemieckiej kontynuował pracę w kancelarii, jako asesor notarialny. Zmarł w 1941 roku i został pochowany na cmentarzu Powązkowskim w Warszawie (kwatera 169 rząd 1 miejsce 4), tuż przy Alei Zasłużonych.

## Rodzina
Syn Edwarda Przanowskiego (1845–1929) – powstańca styczniowego, inżyniera powiatowego w Słupcy i Łęczycy oraz Józefy z Lewickich (1851-1939). Brat Stefana Przanowskiego (1874–1938) – inżyniera-mechanika, przemysłowca, ministra II RP i Władysława Przanowskiego – inżyniera, pedagoga, założyciela i dyrektora Państwowego Instytutu Robót Ręcznych w Warszawie.
Od 1899 roku żonaty z Marią z Nowaków, z którą miał  dwie córki: Janinę Przanowską (ur. w 1900), przed II wojną pracownicę kancelarii Sejmu RP, po wojnie zatrudnionej w administracji Uniwersytetu Poznańskiego i Magdalenę (1904-1978), zamężną z historykiem Januszem Staszewskim; Magdalena Staszewska w czasie II wojny światowej związana była podziemną organizacją „Ojczyzna”; współpracowała z prof. Zygmuntem Wojciechowskim przy tworzeniu w Warszawie Tajnego Uniwersytetu Ziem Zachodnich; po II wojnie, do 1967 pracowała w Instytucie Zachodnim w Poznaniu jako zastępca kierownika Działu Wydawniczego oraz w redakcji „Przeglądu Zachodniego”.